# よろい結び

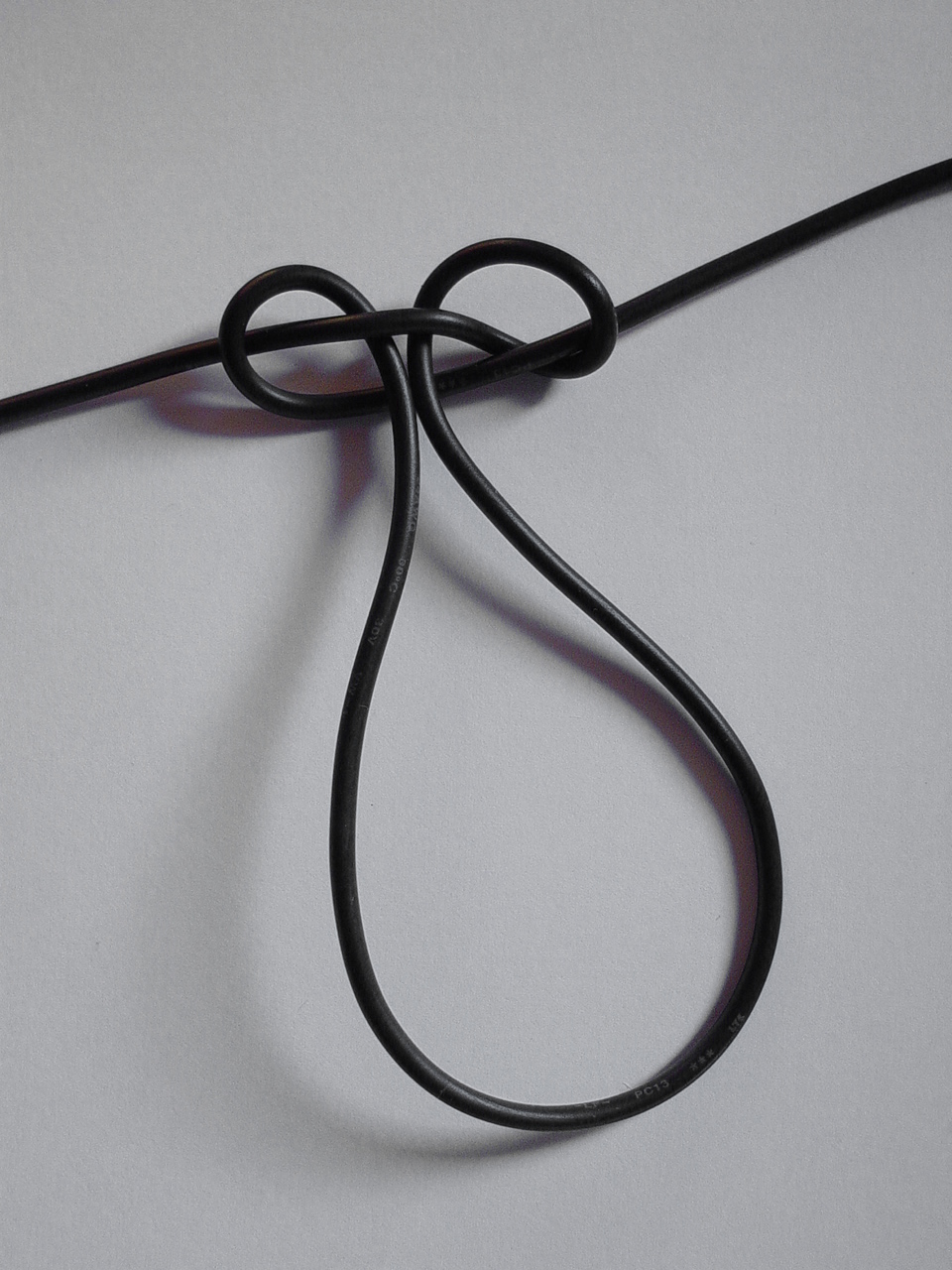
よろい結び

よろい結び（よろいむすび）とは、ロープの中ほどに輪をつくる結び方のひとつ。英語ではマンハーネス・ノット（Manharness knot）やハーネス・ループ（Harness loop）という。

## 結び方

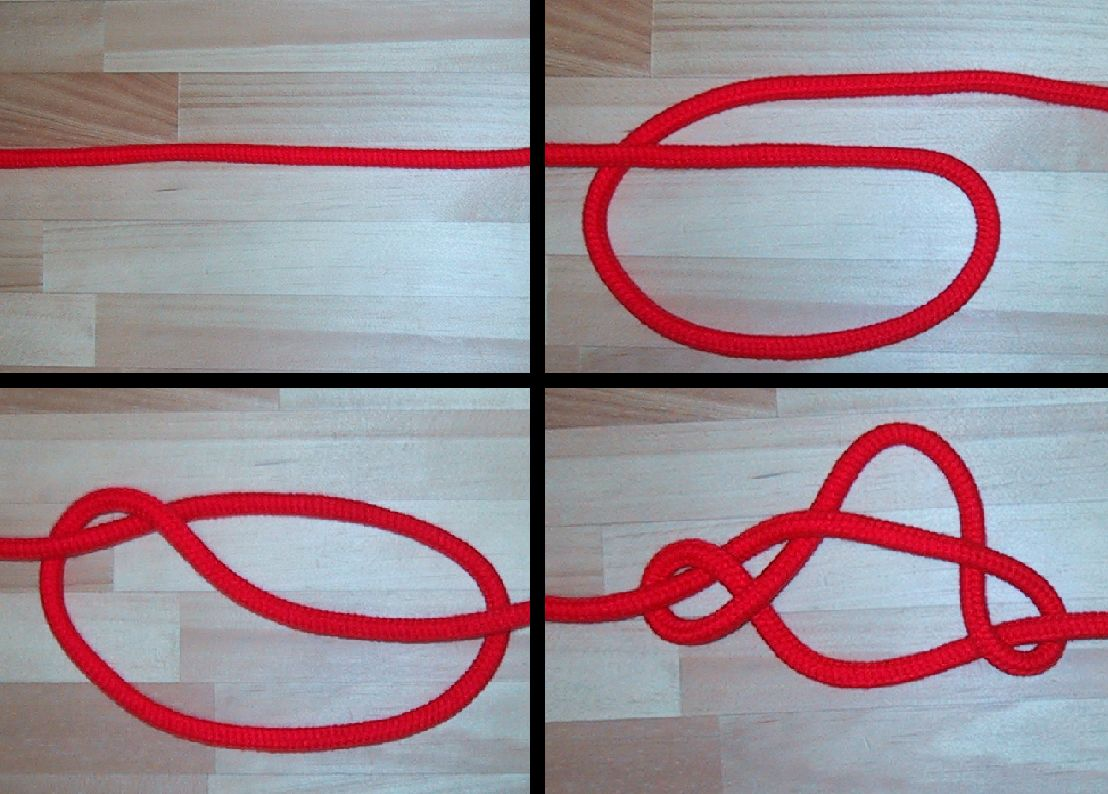
よろい結びの結び方

よろい結びは以下のようにして結ぶ（動端を使わずに結ぶことができる）。
1. ロープの中ほどにループをつくる
2. ループの輪の部分を持ち上げてループの根元の交点の内側にまわす
3. そのまま左右の2つの輪のうち片方を通す

3で通す輪は、最初につくったループの根元にあった交点で下側を通っているほうの輪を選ぶ。

## 用途
ロープを張ってそこによろい結びによって輪をつくれば、そこに色々なものを吊り下げるにも使うことができる。
また、1本のロープの等間隔で複数のよろい結びを施してその輪を足場として縄梯子にしたり、重い荷物をひきずって運ぶときに、荷物に縛りつけたロープに施したよろい結びの輪を各人が取っ手として利用したりできる。
もともとは大砲の固定に使われていた結びであり、それゆえ砲兵結びという別称もある。